# Plano geométrico y histórico de la Villa de Madrid y sus contornos

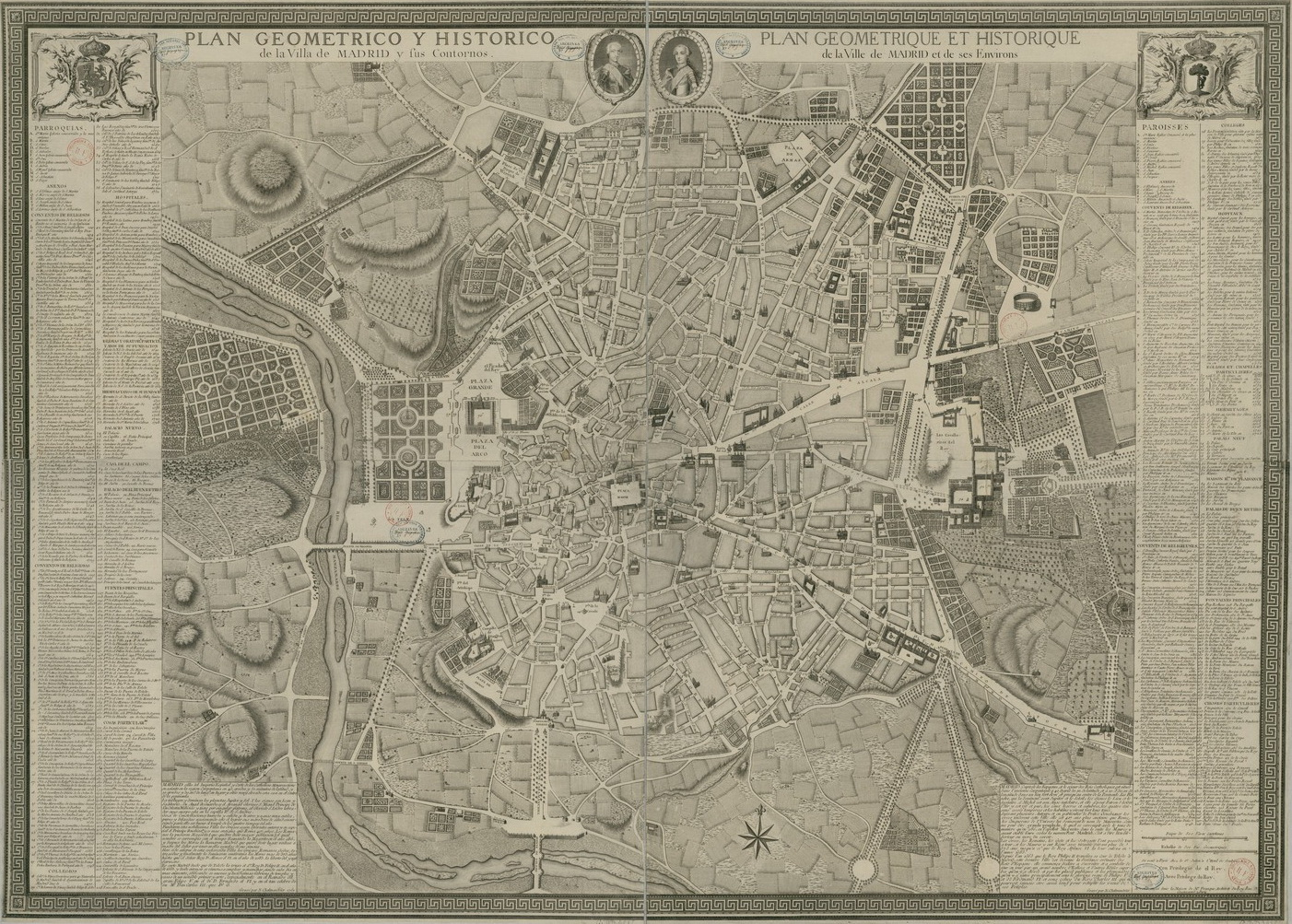
Madrid en 1761, en el plano de Chalmandrier.

El Plano geométrico y histórico de la Villa de Madrid y sus contornos o Plan Geometrique et Historique de la Ville de Madrid et ses Environs, más conocido como el plano de Chalmandrier, fue un plano de la ciudad de Madrid completado en 1761, y realizado por el grabador francés Nicolas Chalmandrier, por encargo de Carlos III de España. Tomando como modelo la planta del Teixeira, muestra el aspecto de la capital española en el comienzo del reinado de dicho rey Borbón, recogiendo en él los progresos urbanísticos de los dos borbones anteriores, Felipe V y Fernando VI.
Fue grabado en cuatro planchas a una escala aproximada de 1:3.600.

## La descripción de Boix
Los detalles del plano fueron analizados y recogidos en esta descripción del ingeniero de Caminos catalán Félix Boix: 

En 1761, y, por tanto, muy en los comienzos del reinado de Carlos III, grababa en París M. Chalmandier un plano de Madrid, en cuatro hojas y escala aproximada de 1 por 3.600, titulado: Plan geométrico e histórico de la Villa de Madrid y sus contornos, con las indicaciones y referencias en francés y en español y adornado con los retratos en medallones del mismo Rey y del Príncipe de Asturias, Carlos Antonio. Aunque también por el cartógrafo Tomás López se ha tachado este plano de falta de exactitud, por suponer, no sabemos con qué fundamento, que las distancias habían sido medidas por pasos, el plano en cuestión es bastante interesante, no sólo por su excelente grabado y por estar los principales edificios representados en perspectiva, lo que permite apreciar su aspecto exterior, patios y estructura general, sino también porque fija el estado en que se encontraba Madrid al comenzar el reinado del Monarca que tanto hizo por la mejora y embellecimiento de la capital. La comparación de este plano con los posteriores, de los que después nos ocuparemos, muestra los progresos logrados por la iniciativa de Carlos III en lo concerniente a las mejoras de la población. En él aparece por primera vez el Palacio Nuevo construido en el emplazamiento del incendiado Alcázar, y de cuya apariencia exterior y composición general puede  juzgarse en su perspectiva, cuidadosamente grabada. También figuran el actual Ministerio de la Gobernación, edificación comenzada en la fecha del plano; la Plaza de Toros vieja, inaugurada en 1759, y el puente de Toledo, terminado en 1722. No aparece, como es natural, la reforma del Prado, posterior a la fecha del plano, ni la Fábrica de la China del Retiro, que se emplazó en el lugar que ocupó la ermita de San Antonio de los Portugueses, que se ve muy claramente en el plano, y en el que en la actualidad está erigida la estatua del Ángel Caído. En este plano se han figurado jardines en el Campo del Moro y algunos otros sitios, conforme a proyectos que no llegaron a realizarse, al menos por completo.
Felix Boix